# Sammlung Gunter Sachs
De Sammlung Gunter Sachs is de verzameling beeldende kunst van de Duitse ondernemer Gunter Sachs. De kunstcollectie omvat werk van surrealisten, art-deco-, popart- en graffitikunstenaars .

## Toelichting
Op jonge leeftijd bouwde Gunter Sachs een kunstverzameling van eigentijdse kunst op dankzij persoonlijke contacten met kunstschilders en beeldhouwers zoals Jean Fautrier, Andy Warhol, César, Arman, Yves Klein, René Magritte, Salvador Dalí, Roy Lichtenstein, Tom Wesselmann en Allen Jones.

Daarbij zorgde hij door exposities voor naambekendheid van deze kunstenaars. Hij opende in 1972 in zijn Hamburgse galerie met een Andy Warholtentoonstelling en verwierf daarbij ongeveer een derde van de tentoongestelde werken. In Sankt Moritz liet hij in 1969 door kunstenaars een later legendarische popart-torenwoning inrichten. De keuken werd toepasselijk voorzien van Warhols Campbell's Soup. Diego Giacometti ontwierp op bestelling de tafel en Roy Lichtenstein tekende voor de badkuip. De popartkunstenaar Allen Jones richtte voor Sachs in Sankt Moritz een nachtclub in met meubels waarin beelden van vrouwelijke mannequins verwerkt werden. 
In mei 2012 werden ongeveer driehonderd werken uit de collectie openbaar geveild bij Sotheby's in Londen met een opbrengst van zo'n 45 miljoen euro.
In 2012 was een tentoonstelling met werk uit de Sammlung Gunter Sachs te zien in de Villa Stuck in München en in 2013 in de Kunsthalle in Schweinfurth.